# Касьян Тетяна Костянтинівна
Тетяна Костянтинівна Касьян (нар. 10 грудня 1957, м. Дєдовськ, Московська область Росія) — заслужений художник України, кандидат педагогічних наук, доцент кафедри образотворчого та декоративно-прикладного мистецтва Черкаського національного університету імені Б. Хмельницького.

## Освіта, службова кар'єра, громадська діяльність
У 1982 році закінчила факультет декоративно-прикладного мистецтва Московського текстильного інституту зі спеціальності «Мистецьке оформлення і моделювання творів текстильної і легкої промисловості». За направленням упродовж 21 року (від 1982 р.) працювала художником на Черкаському шовковому комбінаті, де й захопилася ручним розписом тканин (батиком). Від 2005 р. викладає на кафедрі образотворчого та декоративно-прикладного мистецтва Черкаського національного університету імені Богдана Хмельницького, згодом була обрана завідувачкою цієї кафедри (2010 р.), цю посаду обіймає й дотепер. У 2011 році їй було присвоєно вчене звання доцента. Дисертацію на здобуття наукового ступеню кандидата педагогічних наук захистила в 2016 р.
Протягом 4-х років брала участь в роботі обласного відділення МАН (очолювала комісію з образотворчого мистецтва). Тривалий час була членом журі регіонального дитячих конкурсів «Я хочу жити у якісному світі», «Мальовнича Україна», організатором олімпіад.

## Творчі досягнення
Т. К. Касьян — відома художниця в царині декоративно-ужиткового мистецтва, перевагу віддає батику. Її пензлю належить понад 1500 художніх робіт, найвідоміші з них — «Монада», «Духовне пробудження», «Первозданні», «Чаша сія», «Душа равлика» та ін. Її твори зберігаються у Міністерстві культури України, в музеях нашої країни, а також у приватних колекціях України, Польщі, Ізраїлю, Німеччини, США, Канади. Учасниця близько 50 міжнародних, всеукраїнських, регіональних та організатор понад 30 персональних виставок (Україна, США). Член спілки дизайнерів України (1988) та Національної спілки художників України (1991).
Серед пріоритетної проблематики наукової діяльності Т. К. Касьян — загальна педагогіка та історія педагогіки, образотворчого та декоративно-прикладного мистецтва. Нею опубліковано понад 30 наукових та навчально-методичних праць, серед них 10 навчально-методичних посібників, а також статті з мистецтвознавства та методики навчання.
Займається літературно-художньою творчістю, зокрема, побачили світ її поетична збірка «Листу бумаги довіряю душу…» та видання «Я творю, и я творенье».

## Нагороди
- 2003 р. — Почесна грамота управління культури Черкаської обласної державної адміністрації.
- 2005 р. — почесне звання «Заслужений художник України».
- 2007, 2012, 2017 рр. — Почесна грамота Черкаського національного університету імені Богдана Хмельницького.
- 2011 р. — Подяка Національної Академії педагогічних наук України.
- 2012 р. — Почесна грамота Черкаського обкому профспілки працівників освіти і науки.
- 2014, 2017 рр. — Грамота Департаменту освіти і науки Черкаської обласної державної адміністрації та ін.

## Основні творчі роботи

### Художні полотна
- Монада (1991).
- Життя — театр (1992).
- Народження світла (1994).
- Дзеркало душі (1996).
- Чаша сія…(1996).
- Та, що біжить по хвилям (1996).
- Погляд з майбутнього (1997).
- Духовне пробудження (1998).
- Прозріння (1999).
- Ті, хто несуть світло (2000).
- Пробудження (2001).
- Милування (2002)
- Єдність (2003). Богиня Лада 2004 р. (70х83)
- Флора (2004).
- Сиділа я та слухала весну (2009, триптих).
- Мелодія полів (2009).
- Ой, на Купала (2010).

### Посібники
- Касьян Т.  К. «Батик» із дисципліни «Декоративно-прикладне мистецтво» з практикумом у навчальних майстернях для студентів 3-4 курсу в галузі знань 0202 Мистецтво за напрямом підготовки 6. 020205 — образотворче мистецтво": навч-метод. посіб. / Т. К. Касьян — Черкаси: ЧНУ ім. Б. Хмельницького, 2008. — 50 с.
- Касьян Т. К. Теорико-практичні основи академічного живопису: навч-метод. посіб. / Т. К. Касьян, М. І. Стась — Черкаси: Брама, 2010. — 242 c.
- Касьян Т. К. Академічний живопис для майбутніх художників-дизайнерів з образотворчого мистецтва: навч-метод. посіб. / Т. К. Касьян, М. І. Стась — Черкаси: ЧНУ ім. Б. Хмельницького, 2010. — 270 c.
- Касьян Т. К. «Батик» із дисципліни «Декоративно-прикладне мистецтво» з практикумом у навчальних майстернях для студентів IV курсу в галузі знань 0202 Мистецтво за напрямом підготовки 6. 020205 — Образотворче мистецтво: навч-метод. посіб. / Т. К. Касьян — Черкаси: ЧНУ ім. Б. Хмельницького, 2011. — 68 с.
- Касьян Т. К. Рисунок: навч.-метод. посіб. / Т. К. Касьян, Л. І. Полудень — Черкаси: ЧНУ ім. Б. Хмельницького, 2012. — 124 с.
- Касьян Т. К. Композиція: навч.-метод. посіб. / Т. К. Касьян, Л. І. Полудень,– Черкаси: ЧНУ ім. Б. Хмельницького, 2012. — 88 с.
- Касьян Т. К. Методичні рекомендації, щодо засобів діагностики знань студентів спеціальності «Образотворче мистецтво» / Т. К. Касьян, А. О. Линовицька — Черкаси: ЧНУ ім. Б. Хмельницького, 2013. — 88 с.
- Касьян Т. К. Методичні рекомендації щодо засобів діагностики знань студентів спеціальності 014 середня освіта (образотворче мистецтво): навч-метод. посіб. / Т. К. Касьян, А. І. Єфіменко — Черкаси: ЧНУ ім. Б. Хмельницького, 2017. — 76 с.
- Касьян Т. К. Методичні та теоретичні основи оцінювання ключових компетентностей студентів спеціалізації: образотворче мистецтво (графіка): навч-метод. посібн. / Т. К. Касьян, А. І. Єфіменко — Черкаси: ЧНУ ім. Б. Хмельницького, 2017. — 71 с.
- Касьян Т. К. Методичні та теоретичні основи оцінювання ключових компетентностей студентів спеціалізації: декоративне мистецтво: навч-метод. посіб. / Т. К. Касьян, А. І. Єфіменко — Черкаси: ЧНУ ім. Б. Хмельницького, 2017. — 74 с.

### Статті
- Касьян Т. К. Порівняльний аналіз писанкарства й батика в історичному й технологічному аспектах / Т. К. Касьян // Вісник Черкаського університету. : [зб. наук. ст.]. Серія Педагогічні науки. — Черкаси, 2008. — Вип. 131. — С. 62–66.
- Касьян Т. К. Художній розпис тканини в техніці «батик» в історичному, технологічному та творчому аспектах / Т. К. Касьян // Вісник Харківської державної академії дизайну і мистецтв: зб. наук. ст. — Харків, 2008 — Вип. 11. — C. 63–67.
- Касьян Т. К. Вплив мистецтва на людину. Краса, як взаємозв'язок гармонійних категорій міри й числа / Т. К. Касьян // Вісник Черкаського університету: [зб. наук. ст.]. Серія Педагогічні науки. — Черкаси, 2009. — Вип. 142. — С. 47–51.
- Касьян Т. К. Додаткові ефекти які допомагають створювати художні образи в техніці батика / Т. К. Касьян // Вісник Черкаського університету: [зб. наук. ст.]. Серія Педагогічні науки. — Черкаси, 2009. — Випуск № 145. — С. 50–52.
- Касьян Т. К. Обучение декоративно-прикладному искусству в учебных заведениях Полтавщины во второй половине XIX — начале ХХ ст. / Т. К. Касьян // Наукова скарбниця освіти Донеччини: науково-методичний журнал. — Донецьк, 2014. — Випуск 21. — С. 6–10.
- Касьян Т. К. Развитие сети учебных заведений с обучением художественному и декоративно-прикладному искусству на Екатеринославщине после земской реформы (1864 г.) / Т. К. Касьян (рус) // Міжнародна Експертна Агенція «Консалтинг і Тренінг», Київ, 2014 — С. 199—207.
- Касьян Т. К. Традиції та новітні технології у розвитку сучасного образотворчого мистецтва / Т. К. Касьян // Збірка матеріалів міжвузівської науково-практичної конференції «Традиции и новейшие технологии в развитии современного изобразительного искусства». — Черкаси, 2014 — С. 53–56.
- Касьян Т. К. Становление художественной грамоты в образовании как основы для развития декоративно-прикладного искусства, в Екатеринославской губернии во второй половине ХІХ — начале ХХ вв. / Т. К. Касьян // Годишник на висше училище «международен коллеж» том VII десета междуународна научна конференция Обазователен мениджмънт: ефективни практики. Научно и научно-приложно творчество: [зб. наук. ст.]: Добрич Болгария, 2014. — С. 291—298.
- Касьян Т. К. Організація навчання декоративно-прикладному мистецтву на Катеринославщині у другій половині XIX — на початку XX ст., як педагогічна проблема / Т. К. Касьян // Вісник Луганського національного університету імені Тараса Шевченка: [зб. наук. ст.] — Луганськ , 2015. — Вип. 290.– С. 6–11.
- Касьян Т. К. Роль земства в социокультурном развитии и образовании Екатеринославщины во второй половине ХІХ — начале ХХ вв. / Т. К. Касьян // Вісник Черкаського університету: [зб. наук. ст.]. Серія Педагогічні науки. — Черкаси, 2015. — Вип. 15. — С. 44–51.
- Касьян Т. К. Организация обучения декоративно-прикладному искусству в различных учебных заведениях Екатеринославской губернии во второй половине XIX — начале ХХ столетия / Т. К. Касьян // Проблеми підготовки сучасного вчителя: збірник наукових праць Уманського державного педагогічного університету імені Павла Тичини. — Умань, 2015. — Вип. 12, Ч. 1. — С. 248—255.
- Касьян Т. К. Традиции декоративного-прикладного искусства в системе образования Украины / Т. К. Касьян // Збірник тез та повідомлень за матеріалами Всеукраїнської науково-практичної конференції «Черкаському національному університету імені Богдана Хмельницького — 95: історія та сучасність». Черкаси, 2016. — С. 157—161.
- Касьян Т. К. Тенденції і проблеми реалізації міжнародних освітніх та наукових програм кафедрою образотворчого та декоративно-прикладного мистецтва Черкаського національного університету імені Богдана Хмельницького" / Т. К. Касьян // Збірник наукових праць, за матеріалами Міжнародної наукової конференції «Сучасна наука і освіта: нові реалії і наукові рішення», яка відбулася на базі Варненського університету менеджменту (Болгарія, 1 — 13 липня 2017): Україна — Болгарія — Польща — Канада — Грузія — Румунія, 2017. — С. 124—132.

## Персональні виставки
- Черкаси (1988, 1997, 1998, 2001, 2002, 2003, 2007, 2013).
- Одеса (1995).
- Індіанола (США, 1999).
- Київ (2001, 2003, 2005, 2008).
- Чигирин (2002).
- Кам'янка (2002, 2015).
- Біла Церква (2003, 2005, 2010).
- Фастів (2003, 2004).
- Ржищів (2004, 2005).
- Обухів (2005).
- Львів (2008).
- Канів (2012) та ін.